# The Odyssey (álbum)
The Odyssey é o sexto álbum de estúdio da banda de metal progressivo Symphony X, lançado em 2002. A música-título é baseada na obra épica "Odisseia", de Homero. Este álbum foi gravado inteiramente no estúdio na casa de Michael Romeo, o Symphony X Dungeon. Em 2017 e 2019, respectivamente, o Loudwire e a Metal Hammer o elegeram como o 5º e o 19º melhor disco de power metal de todos os tempos.

## Faixas
1. "Inferno (Unleash the Fire)" – 5:32 (Romeo, Allen)
2. "Wicked" – 5:30 (Romeo, Allen)
3. "Incantations of the Apprentice" – 4:19 (Romeo, Allen)
4. "Accolade II" – 7:54 (Romeo, Pinella, Lepond, Allen)
5. "King of Terrors" – 6:16 (Romeo, Pinella, Allen, Rullo)
6. "The Turning" – 4:44 (Romeo, Lepond, Allen)
7. "Awakenings" – 8:18 (Romeo, Pinella, Lepond, Allen)
8. "The Odyssey" – 24:14
  1. "Part I - Odysseus' Theme/Overture" (Romeo)
  2. "Part II - Journey to Ithaca" (Romeo, Allen)
  3. "Part III - The Eye" (Romeo)
  4. "Part IV - Circe (Daughter of the Sun)" (Romeo)
  5. "Part V - Sirens" (Romeo)
  6. "Part VI - Scylla and Charybdis" (Romeo)
    1. a) "Gulf of Doom"
    2. b) "Drifting Home"

  7. "Part VII - The Fate of the Suitors / Champion of Ithaca" (Romeo, Lepond)
9. "Masquerade '98" (edição limitada / faixa bónus Japão) – 6:01 (Romeo, Pinella, Miller, Rullo, Tyler)
10. "Frontiers" (faixa bónus Japão)  – 4:50

1. ↑  DiVita, Joe (5 de julho de 2017). «Top 25 Power Metal Albums of All Time». Loudwire (em inglês). Consultado em 13 de março de 2021
2. ↑  Chantler, Chris (14 de novembro de 2019). «The 25 greatest power metal albums». Metal Hammer (em inglês). Future plc. Consultado em 13 de março de 2021